# Lee Nailon
Lee Nailon (South Bend, 22 febbraio 1975) è un ex cestista statunitense.

## Carriera
È stato selezionato dagli Charlotte Hornets al secondo giro del Draft NBA 1999 (43ª scelta assoluta).

## Statistiche

### College
| Anno      | Squadra          | PG | PT | MP   | TC%  | 3P%  | TL%  | RP  | AP  | PRP | SP  | PP   |
| --------- | ---------------- | -- | -- | ---- | ---- | ---- | ---- | --- | --- | --- | --- | ---- |
| 1997-1998 | TCU Horned Frogs | 32 | 32 | 33,3 | 55,4 | 50,0 | 74,5 | 8,9 | 1,9 | 1,8 | 1,0 | 24,9 |
| 1998-1999 | TCU Horned Frogs | 31 | 30 | 31,9 | 50,8 | 26,7 | 71,5 | 9,3 | 2,5 | 1,2 | 0,9 | 22,8 |
| Carriera  | Carriera         | 63 | 62 | 32,6 | 53,2 | 29,4 | 72,8 | 9,1 | 2,2 | 1,5 | 1,0 | 23,9 |

### NBA

#### Regular Season
| Anno      | Squadra             | PG  | PT | MP   | TC%  | 3P%  | TL%  | RP  | AP  | PRP | SP  | PP   |
| --------- | ------------------- | --- | -- | ---- | ---- | ---- | ---- | --- | --- | --- | --- | ---- |
| 2000-2001 | Charlotte Hornets   | 42  | 0  | 11,2 | 48,5 | 0,0  | 74,4 | 2,2 | 0,6 | 0,2 | 0,1 | 3,9  |
| 2001-2002 | Charlotte Hornets   | 79  | 41 | 24,2 | 48,3 | 50,0 | 74,7 | 3,7 | 1,2 | 0,7 | 0,2 | 10,8 |
| 2002-2003 | N.Y. Knicks         | 38  | 0  | 10,7 | 44,2 | 0,0  | 82,4 | 1,8 | 0,7 | 0,2 | 0,1 | 5,5  |
| 2003-2004 | Atlanta Hawks       | 27  | 0  | 11,1 | 45,7 | -    | 84,2 | 2,3 | 0,6 | 0,4 | 0,3 | 5,3  |
| 2003-2004 | Orlando Magic       | 8   | 0  | 10,4 | 40,7 | -    | 77,8 | 1,8 | 0,5 | 0,1 | 0,0 | 3,6  |
| 2003-2004 | Cleveland Cavaliers | 22  | 4  | 18,0 | 45,1 | 0,0  | 80,0 | 3,0 | 0,8 | 0,2 | 0,0 | 7,7  |
| 2004-2005 | N.O. Hornets        | 68  | 51 | 29,7 | 47,8 | 0,0  | 80,6 | 4,4 | 1,6 | 0,5 | 0,2 | 14,2 |
| 2005-2006 | Philadelphia 76ers  | 22  | 0  | 10,8 | 50,0 | -    | 86,7 | 1,9 | 0,3 | 0,4 | 0,2 | 4,2  |
| Carriera  | Carriera            | 306 | 96 | 19,0 | 47,4 | 11,1 | 78,6 | 3,1 | 1,0 | 0,4 | 0,2 | 8,6  |

#### Playoffs
| Anno     | Squadra           | PG | PT | MP   | TC%  | 3P% | TL%  | RP  | AP  | PRP | SP  | PP  |
| -------- | ----------------- | -- | -- | ---- | ---- | --- | ---- | --- | --- | --- | --- | --- |
| 2002     | Charlotte Hornets | 9  | 1  | 17,8 | 45,8 | 0,0 | 78,9 | 2,7 | 0,7 | 0,3 | 0,0 | 7,7 |
| Carriera | Carriera          | 9  | 1  | 17,8 | 45,8 | 0,0 | 78,9 | 2,7 | 0,7 | 0,3 | 0,0 | 7,7 |

## Palmarès
- NCAA AP All-America Third Team (1998)
- Ligat ha'Al MVP: 1

Bnei HaSharon: 2006-2007